# Franco Oliva
Franco Oliva (Alghero, 1885 – La Spezia, 6 novembre 1952) è stato un architetto e incisore italiano.

## Biografia
Nato ad Alghero nel 1885, segue la famiglia alla Spezia dove il padre è nominato sottoprefetto. Studia a Pisa e poi a Torino dove segue la scuola di Architettura di Rigotti.
Ispiratosi in un primo tempo al movimento della Secessione viennese e più tardi evoluto verso forme di più  compiuto razionalismo architettonico, è stato molto attivo alla Spezia nella prima metà del XX secolo con i numerosi edifici entrati nella storia dell'architettura ligure del periodo. Tutte le strutture e ornamenti in ferro verranno sempre realizzati dall’artista Alessandro Mazzucotelli.
Suoi i progetti di ville e residenze cittadine ed edifici pubblici in città e provincia per la decorazione dei quali si è avvalso di opere di scultura di Magli, di pittura di Navarrini e Luperini, le vetrate di Albertella.
Dal 1911 alla Spezia è stato, fino al 1913, anche condirettore con Ettore Cozzani dell'Eroica, periodico futurista che nei suoi quarant'anni di vita ha presentato il meglio dell'incisione xilografica dell'epoca.

## Opere principali

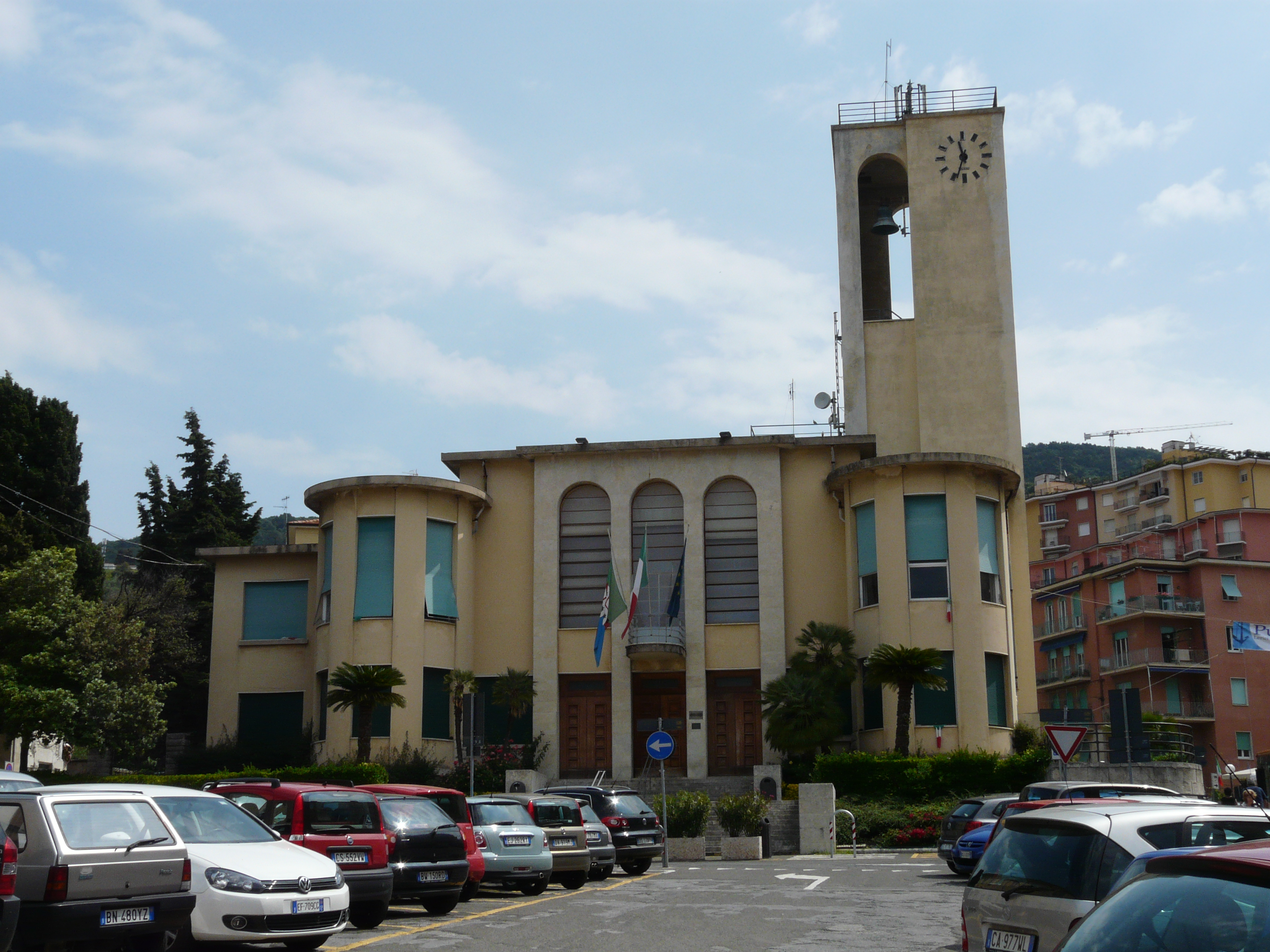
Lerici, palazzo comunale

- Teatro Ambrosio, poi Moderno (1914), distrutto dai bombardamenti
- Teatro Cozzani (1920)
- Palazzo Arnavas (1923)
- Chiesa di San Michele Arcangelo, Bottagna (1923)
- Palazzo del ghiaccio (1923)
- Villa Marmori  (1923) (oggi Conservatorio Giacomo Puccini)
- Ufficio d'Igiene (1924) (oggi Palazzina delle arti e museo del sigillo)
- Palazzo Boracchia (1924-26)
- Villa Castagnola (1924-27)
- Casa Cetrangola (1926)
- Palazzo Tronfi (1926)
- Parco di Villa Marigola, San Terenzo (1927)
- Albergo San Giorgio (1927)
- Palazzo del Governo (1928) (oggi Prefettura)
- Teatro Civico (1933)
- Palazzo comunale (1933)
- Chiesa dei SS. Andrea e Cipriano (1932-1934)
- Cinema Teatro Astoria, Lerici (1934)
- Stazione autolinee (1935)
- Palazzo comunale, Lerici (1934-1937)
- Chiesa della Sacra Famiglia, Fratta Polesine (1934-1939)
- La Pinetina, caffè concerto (1935)
- Teatro Comunale, Bagnone (1937)
- Nuova facciata della Chiesa Abbaziale di Santa Maria Assunta (1951-1954)